# Polisportiva Antares
Maillots
Le Polisportiva Antares est un club italien de volley-ball  fondé en 1989  et basé à Sala Consilina, dans la province de Salerne, en Campanie. Il évolue pour la saison 2013-2014 en Serie A2.

## Effectifs

### Saison 2013-2014
Entraîneur : Dino Guadalupi  Italie
| No  | Nom                  | Date de Naissance | Taille | Poids | Nationalité | Poste                     |
| --- | -------------------- | ----------------- | ------ | ----- | ----------- | ------------------------- |
| 2.  | Melissa Martinelli   | 23 mars 1993      | 185    |       | Italie      | Centrale                  |
| 5.  | Sofia Devetag        | 20 mai 1983       | 179    | 65    | Italie      | Réceptionneuse-attaquante |
| 7.  | Giulia Brignole      | 9 septembre 1995  | 187    |       | Italie      | Réceptionneuse-attaquante |
| 9.  | Yuranny Romaña Perea | 4 octobre 1989    | 181    | 71    | Colombie    | Réceptionneuse-attaquante |
| 10. | Monica Lestini       | 13 janvier 1994   | 183    |       | Italie      | Réceptionneuse-attaquante |
| 11. | Alessandra Dall'Ara  | 9 novembre 1994   | 177    |       | Italie      | Passeuse                  |
| 12. | Bernadett Dékány     | 30 juin 1992      | 187    | 76    | Hongrie     | Réceptionneuse-attaquante |
| 14. | Giulia Salvi         | 25 juillet 1984   | 180    |       | Italie      | Centrale                  |
| 16. | Simona Minervini     | 27 août 1994      | 168    |       | Italie      | Libero                    |
| 17. | Isabella Di Iulio    | 26 novembre 1991  | 175    |       | Italie      | Passeuse                  |